# أنطونيو غالو
أنطونيو غالو (بالإيطالية: Antonino Gallo)‏ هو لاعب كرة قدم إيطالي، ولد في 5 يناير 2000 في باليرمو في إيطاليا. لعب مع نادي ليتشي.

## وصلات خارجية
- أنطونيو غالو على موقع قاعدة بيانات كرة القدم.إي يو (الإنجليزية)
- أنطونيو غالو على موقع Soccerway.com (الإنجليزية)
- أنطونيو غالو على موقع عالم كرة القدم.نت (الإنجليزية)